# Isaac Ray

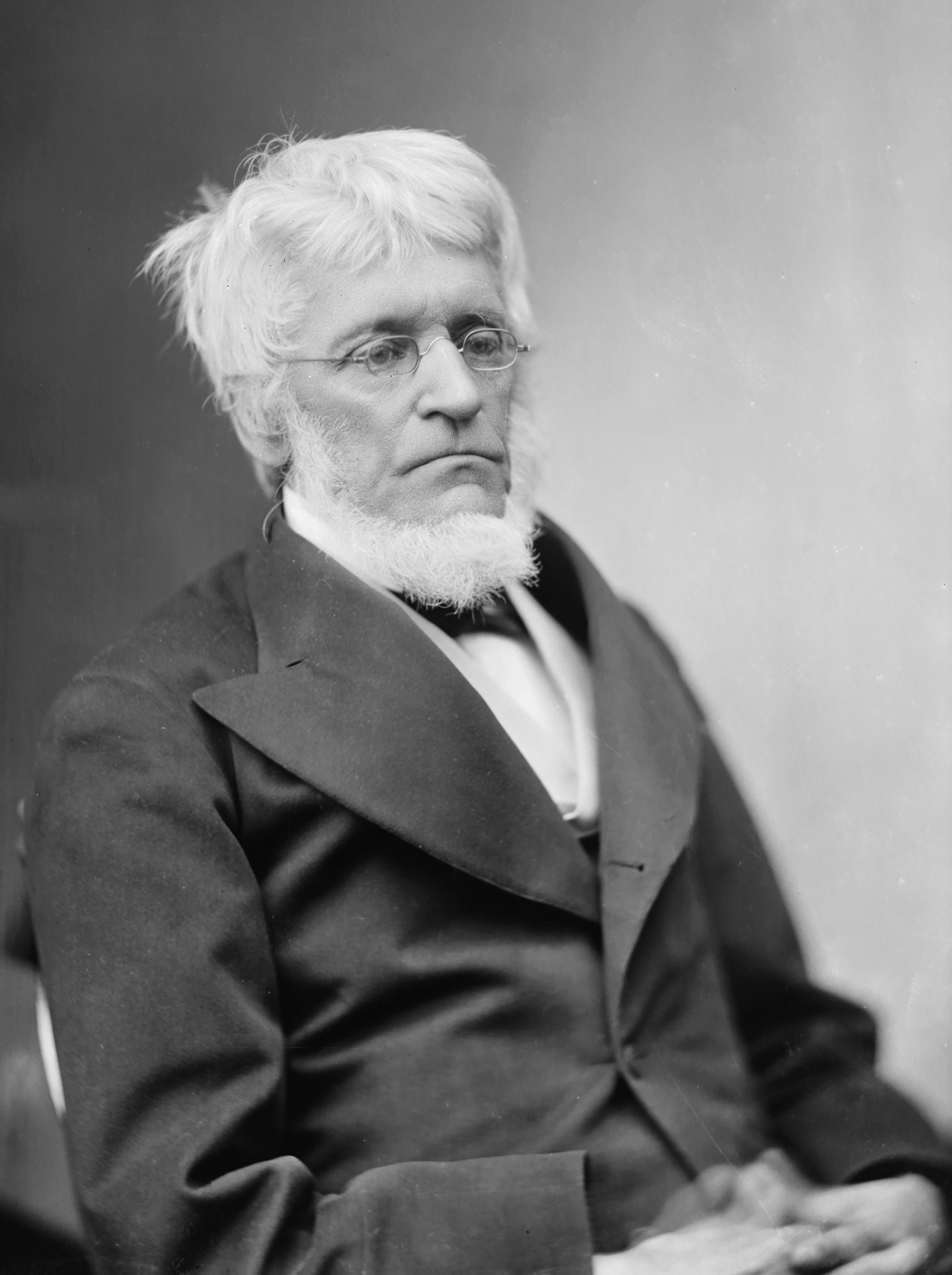
Isaac Ray.

Isaac Ray (geboren am 16. Januar 1807; gestorben am 31. März 1881) war ein amerikanischer Psychiater und einer der Gründer der forensischen Psychiatrie. Im Jahre 1838 veröffentlichte er das Buch A Treatise on the Medical Jurisprudence of Insanity (Boston), das viele Jahre als grundlegendes Werk für diese Disziplin diente.

## Leben
Isaac Ray stammt aus Beverly, Massachusetts und erwarb 1822 einen Abschluss an der Phillips Academy. Ray schloss seine Ausbildung zum Arzt 1827 am Medical College of Maine (Bowdoin) ab und strebte ein Niederlassung in Portland, Maine an. Nachdem dies gescheitert war, zog er in die Hafenstadt Eastport, wo er praktizierte und 1838 das Buch "Treatise on the Medical Jurisprudence of Insanity" schrieb. Nach einigen Jahren in Eastport wurde er 1841 zum Superintendenten am "State Hospital for the Insane" in Augusta berufen. Ab 1845 lebte Ray in Providence, Rhode Island, wo er die Gründung des Butler Hospital leitete. Vor der Eröffnung des Butler Hospital's im Jahre 1847, besuchte Ray Irrenasyle in Europa, und berichtete von seinen Erfahrungen im American Journal of Insanity. 1866 wurde er in die American Academy of Arts and Sciences gewählt. Ab 1867 lebte er im Ruhestand in Philadelphia.

## Werk
Rays Buch Treatise on the Medical Jurisprudence of Insanity war für die Entwicklung der forensischen Psychiatrie sehr einflussreich. Der Strafverteidiger Sir Alexander Cockburn benutzte es als Referenz in dem Verfahren gegen Daniel M'Naghten im Jahre 1843. Cockburn zitierte ausführlich Ray's Arbeit, die traditionelle Ansichten zur Schuldfähigkeit in Frage stellte. Ray war Gründungsmitglied der Association of Medical Superintendents of American Institutions for the Insane und diente ihr als Präsident in den Jahren 1855 bis 1859. Er verfasste zwischen 1828 und 1880 fast in jedem Jahr eine wissenschaftliche Arbeit, die sich mit dem Verhältnis von psychischer Störung und Rechtsfragen befasste. Ray verfasste auch einige bedeutsame Monografien wie Mental Hygiene (Boston, 1863) und Contributions to Mental Pathology (Boston, 1873). Im Jahre 1868 übernahm die Ärztevereinigung seine Überlegungen zu einem Gesetzentwurf als Vorlage für Empfehlungen, die die Rechte von psychisch Kranken sichern sollten und sie betreffende Zivil- und Strafrechtliche Bestimmungen formulierte.

## Bibliographie
- Dieser Text ist übernommen aus dem PD-Werk: "19th Century Psychiatrists of Note. Diseases of the Mind: Highlights of American Psychiatry Through 1900. " US National Library of Medicine. Abgerufen am 3. September 2007.

- Isaac Ray 1807–1881. In: Rhode Island medical journal. Band 46, 1963, S. 425–426. PMID 14043323.
- Association of Medical Superintendents of American Institutions for the Insane (1876), Philadelphia
- B. L. Diamond: Isaac Ray and the trial of Daniel M'Naghten. In: American Journal of Psychiatry. Band 112, Nr. 8, 1956, S. 651–656. PMID 13292555.
- M. Hader: Isaac Ray, forensic medicine and geriatric psychiatry. In: Gerontologist. Band 5, Nr. 4, 1965, S. 268–269. PMID 5322059.
- H. Payne, R. Luthe: Isaac Ray and forensic psychiatry in the United States. In: Forensic Science International. Band 15, Nr. 2, 1980, S. 115–127. PMID 6987135.
- J. M. Quen: Isaac Ray and mental hygiene in America. In: Annals of the New York Academy of Sciences. Band 291, 1977, S. 83–93.

| Personendaten    | Personendaten                |
| ---------------- | ---------------------------- |
| NAME             | Ray, Isaac                   |
| KURZBESCHREIBUNG | US-amerikanischer Psychiater |
| GEBURTSDATUM     | 16. Januar 1807              |
| STERBEDATUM      | 31. März 1881                |